# 1658 год в науке
В 1658 году произошли различные научные и технологические события, некоторые из которых представлены ниже.

## События
- Голландский биолог Ян Сваммердам открыл эритроциты (красные кровяные тельца), изучая под микроскопом кровь лягушки[1][2]
- Английский математик и архитектор Кристофер Рен сумел провести «спрямление» циклоиды, то есть вычислить длину её арки[3].
- В «Переписной книге домовой казны патриарха Никона» впервые упоминаются русские счёты[4][5].

## Публикации
- Чешский педагог Ян Амос Коменский издал на четырёх языках богато иллюстрированный школьный учебник «Мир чувственных вещей в картинках» (Orbis Sensualium Pictus ). Книга быстро распространилась по всей Европе и долго оставалась определяющим познавательным учебником для детей[6].
- Посмертно издан сборник трудов Пьера Гассенди «Opera omnia».

## Родились
См. также: Категория:Родившиеся в 1658 году
- 10 июля — Луиджи Фердинандо Марсильи (умер в 1730 году), итальянский натуралист и военный инженер.
- 17 июля — Алексис Литтре (умер в 1726 году), французский врач.

## Скончались
См. также: Категория:Умершие в 1658 году
- (?) — Мацей Глосковский (род. около 1590 года), польский математик и поэт[7].